# ژنین دارسه
ژنین دارسه (فرانسوی: Janine Darcey‎؛ ۱۴ ژانویهٔ ۱۹۱۷ – ۱ اکتبر ۱۹۹۳) هنرپیشه زن اهل فرانسه بود.
از فیلم‌ها یا برنامه‌های تلویزیونی که در آنها نقش داشته می‌توان به شبح آزادی، ریفیفی، جوان خام و بازگشت به زندگی اشاره کرد.